# Isonychus albosignatus
Isonychus albosignatus är en skalbaggsart som beskrevs av Moser 1921. Isonychus albosignatus ingår i släktet Isonychus och familjen Melolonthidae. Inga underarter finns listade i Catalogue of Life.